# Mali i olympiska sommarspelen 2008
Mali i olympiska sommarspelen 2008 bestod av 17 idrottare som blivit uttagna av Malis olympiska kommitté och tävlade i 4 olympiska sporter.

## Basket
- Huvudartikel: Basket vid olympiska sommarspelen 2008

| Lag         | V | F | PF  | PA  | PDiff | Poäng |
| ----------- | - | - | --- | --- | ----- | ----- |
| USA         | 5 | 0 | 491 | 276 | +215  | 10    |
| Kina        | 4 | 1 | 358 | 346 | +12   | 9     |
| Spanien     | 3 | 2 | 350 | 354 | -4    | 8     |
| Tjeckien    | 2 | 3 | 353 | 326 | +27   | 7     |
| Nya Zeeland | 1 | 4 | 320 | 423 | -103  | 6     |
| Mali        | 0 | 5 | 255 | 402 | -147  | 5     |

| 2008-08-09 |         |             |
| Mali       | 72 – 76 | Nya Zeeland |
| 2008-08-11 |         |             |
| Tjeckien   | 81 – 47 | Mali        |
| 2008-08-13 |         |             |
| Mali       | 41 – 97 | USA         |
| 2008-08-15 |         |             |
| Kina       | 69 –48  | Mali        |
| 2008-08-17 |         |             |
| Mali       | 47 – 79 | Spanien     |

## Friidrott
- Huvudartikel: Friidrott vid olympiska sommarspelen 2008

Förkortningar
- Noteringar – Placeringarna avser endast löparens eget heat
- Q = Kvalificerad till nästa omgång
- q = Kvalificerade sig till nästa omgång som den snabbaste idrottaren eller, i fältgrenarna, via placering utan att uppnå kvalgränsen.
- NR = Nationellt rekord
- N/A = Omgången ingick inte i grenen
- Bye = Idrottaren behövde inte delta i denna omgång

Herrar
Bana och landsväg
| Idrottare      | Gren       | Heat     | Heat      | Semifinal        | Semifinal        | Final            | Final            |
| Idrottare      | Gren       | Resultat | Placering | Resultat         | Placering        | Resultat         | Placering        |
| -------------- | ---------- | -------- | --------- | ---------------- | ---------------- | ---------------- | ---------------- |
| Ibrahima Maiga | 400 m häck | 50.57    | 6         | Gick inte vidare | Gick inte vidare | Gick inte vidare | Gick inte vidare |

Damer
Bana & landsväg
| Kadiatou Camara | 200 m | 23.06 | 2 Q | 23.06 | 5 | Gick inte vidare | Gick inte vidare | Gick inte vidare | Gick inte vidare |

## Simning
- Huvudartikel: Simning vid olympiska sommarspelen 2008

## Taekwondo
| Idrottare         | Gren             | Åttondelsfinaler     | Kvartsfinaler            | Semifinaer           | Återkval             | Bronsmatch           | Final                | Final            |
| Idrottare         | Gren             | Motståndare Resultat | Motståndare Resultat     | Motståndare Resultat | Motståndare Resultat | Motståndare Resultat | Motståndare Resultat | Placering        |
| ----------------- | ---------------- | -------------------- | ------------------------ | -------------------- | -------------------- | -------------------- | -------------------- | ---------------- |
| Daba Modibo Keita | Herrarnas +80 kg | Borot (FRA) W 6–5    | Chukwumerije (NGR) L 0–1 | Gick inte vidare     | Gick inte vidare     | Gick inte vidare     | Gick inte vidare     | Gick inte vidare |